# Старокасянівське
Старокася́нівське — село в Україні, в Синельниківському районі Дніпропетровської області. Входить до складу Покровської селищної громади. Населення становить 41 осіб. Орган місцевого самоврядування — Покровська селищна рада.

## Географія
Село Старокасянівське знаходиться на лівому березі річки Вовча, вище за течією на відстані 4,5 км розташоване село Новоскелювате, нижче за течією на відстані 4 км розташоване село Катеринівка, на протилежному березі — село Чорненкове. По селу протікає пересихаючий струмок з загатою. Поруч проходить автомобільна дорога Н15.

## Історія
На узбережжі річки Вовчої, а далі на південь до річки Гайчур і аж до самого Гуляйполя колись лежали землі пана Ропа. Пізніше ці землі були куплені поміщиками Рубаном, Макаренком, Рачинським. Згодом Рачинський оголосив про продаж своїх земель. Близько 1832 року на землі Рачинського прибуло близько двадцяти сімей з Курської області, які і оселилися в низинах річки Вовчої. В числі прибулих було багато сімей на прізвище Касьянов. Ось тому населеному пункту і було дано назву Касьянівка.
За даними 1859 року на хуторі Касьяве було 16 подвір'їв, 128 мешканця. Переважна більшість мешканців хутору була росіянами
У 1865 році почалося розселення поселенців із села Старо-Касьянівка. Одні з них заснували хутір Ново-Касянівка (що зараз відноситься до Новомиколаївського району), Середньо-Касянівку (потім хутір Першотравневий, жителі якого були переселені в село Зелена Долина).
12 червня 2020 року, відповідно до розпорядження Кабінету Міністрів України № 709-р від «Про визначення адміністративних центрів та затвердження територій територіальних громад Дніпропетровської області», увійшло до складу Покровської селищної громади.
19 липня 2020 року, в результаті адміністративно-територіальної реформи і ліквідації Покровського району, село увійшло до складу новоутвореного Синельниківського району.

## Населення

### Мова
Розподіл населення за рідною мовою за даними перепису 2001 року:
| Мова       | Кількість | Відсоток |
| ---------- | --------- | -------- |
| українська | 39        | 95.12%   |
| російська  | 2         | 4.88%    |
| Усього     | 41        | 100%     |

## Пам'ятки
Між селами Старокасянівське та Катеринівка знаходиться ландшафтний заказник місцевого значення Старокасьянівський.